# Aldo Baldini
Aldo Baldini (Gaeta, 1º dicembre 1915 – Roma, 12 novembre 1999) è stato un ammiraglio italiano comandante in capo della squadra navale e comandante navale alleato del Sud Europa.

## Biografia
Entrato nel 1934 all'Accademia Navale di Livorno ne esce nel 1938 conseguendo la nomina al grado di guardiamarina.
Il 10 giugno 1940 all’entrata in guerra dell'Italia, si trovava imbarcato, con il grado di sottotenente di vascello con l’incarico di ufficiale di rotta, sul cacciatorpediniere Pantera, unità caposquadriglia, dislocata nel Mar Rosso prendendo così parte alle operazioni navali in Africa Orientale Italiana meritandoi per l’attività bellica svolta quattro croci di guerra al valore militare. In previsione della caduta di Massaua la sua unità, dopo un fallito tentativo contro Porto Sudan, si autoaffondò il 4 aprile 1941 nei pressi della costa araba sotto l’attacco di unità britanniche e fatto prigioniero subì un lungo internamento nell’isola di Abu Saad presso la città di Gedda in Arabia Saudita, fino all'aprile 1943, conseguendo, nell’ottobre 1941 la promozione a tenente di vascello.
Nel mese di maggio 1943 assunse il comando della 22ª squadriglia MAS a Lero, nell'Egeo dove si trovava nel giorno dell'armistizio dell’8 settembre 1943 distinguendosi durante il lungo e tenace assedio che ne seguì da parte degli ex alleati tedeschi nella difesa del presidio, che, agli ordini dell’ammiraglio Mascherpa, capitolò il 16 novembre 1943 Per il suo comportamento durante la difesa dell'isola venne decorato di Medaglia di bronzo al valor militare, ricevendo anche un encomio solenne. Catturato dai tedeschi il 18 novembre subì una dura prigionia in Germania fino all'agosto 1945.

Ricordo della consegna della bandiera di combattimento all'incrociatore Garibaldi firmato dal capitano di vascello Aldo Baldini

Nel dopoguerra dopo varie destinazioni d’imbarco e dopo aver conseguito nel 1950 la promozione a capitano di corvetta assumendo il comando della torpediniera Clio. Dopo la promozione nel 1954 a capitano di fregata ebbe il comando della 4ª Squadriglia corvette della scuola di comando navale e in seguito destinato al comando NATO a Malta. Promosso capitano di vascello nel 1960 ebbe incarichi presso lo stato maggiore della Marina e nel 1963-1964 il comando dell'incrociatore lanciamissili Garibaldi, da poco entrato in servizio dopo i lavoridi trasformazione, ricevendo nelle sue mani il 10 giugno 1964, sulla nave ancorata nel porto di Napoli, la bandiera di combattimento dell'unità, donata dal gruppo ANMI di Roma, che, con un'autocolonna di quasi mille aderenti, si recò nella città partenopea per la consegna del vessillo. Alla cerimonia erano presenti il Comandante in Capo della Squadra Navale Ammiraglio Alessandro Michelagnoli e il Sottosegretario alla Difesa, onorevole Natale Santero. Promosso Contrammiraglio nel 1965 e ammiraglio di divisione nel 1969 ebbe il comando nel 1969-1970 della IIª Divisione Navale. Promosso ammiraglio di squadra nel 1972 venne nominato sottocapo di stato maggiore della Marina, ricoprendo tale carica fino al 1974, anno in cui assunse il Comando in Capo della Squadra navale e del Mediterraneo Centrale, subentrando all'Ammiraglio Luciano Bucalossi ricoprendo tale carica fino al 1976.
L'ultimo importante incarico gli venne conferito nel 1977, quando venne nominato comandante in capo del dipartimento militare marittimo del Basso Tirreno di Napoli e delle Forze Navale Alleate del Sud Europa, carica che tenne fino al 1979, anno in cui venne collocato in ausiliaria per raggiunti limiti d’età.
L'ammiraglio Baldini è morto a Roma il 12 novembre 1999.